# Ain't Living Long Like This
Albums de Rodney Crowell
But What Will the Neighbors Think
(1980)
Ain't Living Long Like This est le premier album de l'auteur-compositeur-interprète américain de country Rodney Crowell, sorti en 1978.

## Titres
Toutes les chansons sont écrites et composées par Rodney Crowell, sauf indication contraire.
| A1. | Elvira                                   | Dallas Frazier                    | 4:26 |
| A2. | (Now and Then, There's) A Fool Such as I | Bill Trader                       | 3:14 |
| A3. | Leaving Louisiana in the Broad Daylight  | - Donivan Cowart - Rodney Crowell | 3:26 |
| A4. | Voilá, An American Dream                 |                                   | 3:53 |
| A5. | I Ain't Living Long Like This            |                                   | 5:04 |

| B1. | Baby, Better Start Turnin' 'Em Down                    |             | 4:31 |
| B2. | Song for the Life                                      |             | 4:43 |
| B3. | I Thought I Heard You Callin' My Name                  | Lee Emerson | 3:13 |
| B4. | California Earthquake (A Whole Lotta Shakin' Goin' On) |             | 6:20 |

## Musiciens
- Brian Ahern – guitare acoustique, percussions
- Byron Berline – flûte, violon
- Hal Blaine– batterie
- James Burton – dobro, guitare électrique, guitare acoustique
- Ry Cooder – guitare acoustique et slide guitare
- Donivan Cowart – chant
- Rodney Crowell – chant, guitare acoustique
- Hank DeVito – steel guitare
- Dr. John – claviers
- Amos Garrett – guitare acoustique et guitare électrique
- Emory Gordy, Jr. – guitare basse
- Richard Greene – cordes
- Glen D. Hardin – piano
- Emmylou Harris – guitare acoustique, guitare électrique, chant
- Jerry Jumonville – saxophone
- Jim Keltner – batterie
- Nicolette Larson – chant
- Albert Lee – guitare électrique, mandoline, piano, guitare acoustique, chant
- Willie Nelson – chant
- Mickey Raphael – harmonica
- Tom Sauber – banjo
- Ricky Skaggs – flûte, violon, chant
- John Ware – percussions, batterie
- Larry Willoughby– chant